# James Naismith
James Naismith, kanadsko-ameriški zdravnik in trener, * 6. november 1861, Almonte, Canada West (danes Ontario), Kanada, † 28. november 1939, Lawrence, Kansas, ZDA.
Naismith velja za izumitelja košarke. V ameriški nogomet je tudi prvi uvedel uporabo čelade.

## Življenje in delo
Bil je najstarejši sin škotskih priseljencev, ki sta prišla v Kanado leta 1852. Leta 1887 je diplomiral na Univerzi McGill v Montrealu, kjer je študiral filozofijo. V letu 1890 je zaključil študij tudi na Prezbiterijskem kolidžu. Poleg tega je leta 1891 diplomiral iz telesne vzgoje na Kolidžu Springfield v Springfieldu, ki je bil izobraževalna ustanova YMCA. Na Zdravniškem kolidžu Gross v Denverju je leta 1898 zaključil študij medicine. Ta kolidž se je leta 1911 združil z Univerzo Kolorada v Boulderju. Prezbiterijski kolidž mu je leta 1938 podelil časni naziv doktorja teologije.
Med svojim učiteljevanjem kot učitelj telesne vzgoje na Mednarodnem učiteljišču YMCA v Springfieldu so ga leta 1891 zaprosili naj najde način da bi lahko študentje med zimskimi meseci zapolnili dolgočasne ure telesne vzgoje. 15. decembra 1891 je na podlagi igre, ki jo je igral v mladosti v Ontariu, z imenom Duck-on-a-Rock (Raca na skali), pripravil trinajst pravil nove igre. Dve košari za breskve je kot koša pritdil na vsako stran igrišča šole in v moštvi postavil devet igralcev. 15. januarja 1892 je objavil pravila košarke. V izvirnih pravilih ni bilo preigravanja, kot ga poznamo danes, in se je žoga lahko le podajala. Za vsakim »golom« so igro začeli iz sredine igrišča. Zanimivo je bilo tudi pravilo o žogah izven igrišča - žoga je pripadala prvemu igralcu, ki jo je pridobil.
Košarka je v ZDA postala priljubljen moški šport zelo hitro in se tudi razširila v druge države. Poleg tega so poskušali uvesti igro za ženske s prirejenimi pravili, vendar so v nekaterih krogih ta prizadevanja naletela na velik odpor, tako da se je zaradi tega igra za ženske razširjala počasneje.
Košarko so kot moški šport dodali k olimpijskim igram leta 1936 na olimpijskih igrah v Berlinu. Tedaj je Naismith predal medalje trem severnoameriškim moštvom: ZDA, ki je za zlato medaljo premagala Kanado 19-8 v igri, igrani zunaj na dežju, in Mehiki bronasto medaljo. Žensko košarko so uvedli leta 1976 na olimpijskih igrah v Montrealu. Pred tem je bilo moško tekmovanje v sklopu olimpijskih iger leta 1904 v Saint Louisu.
Ko je Naismith v Denverju dokončal študij, se je leta 1898 preselil na Univerzo Kansasa v Lawrence in postal profesor ter prvi košarkarski trener. Na Univerzi Kansasa so začeli z najslavnejšim košarkarskim univerzitetnim programom. Naismith je bil v času svojega poučevanja edini kansaški trener z rekordom (55-60), ki je imel več izgubljenih tekem od dobljenih. Naismith je treniral tudi Forresta »Phoga« Allena, ki je kasneje postal trener z največ zmagami v zgodovini ameriške univerzitetne košarke in tudi njegov naslednik.
V poznih 1930. je Naismith igral pomembno vlogo pri ustanavljanju Narodnega združenja meduniverzitetne košarke (NAIB), ki je kasneje postalo Narodno združenje meduniverzitetnih športnikov (NAIA).
Avgusta 1936 so ga med Olimpijskimi igrami v Berlinu imenovali za častnega predsednika Mednarodne košarkarske zveze (FIBA).
Naismith se je leta 1894 poročil z Maude Shermanovo. Imela sta pet otrok. Ameriško državljanstvo je prejel 4. maja 1925. Po Maudejini smrti leta 1937 se je 11. junija 1939, manj kot šest mesecev pred svojo smrtjo, ponovno poročil s Florence Kincadeovo. Umrl je za posledicami možganske krvavitve. Pokopali so ga poleg prve žene.
17. februarja 1968 so v Springfieldu odprli Naismithov spominski košarkarsko hram slavnih. Naismith je postal njen prvi član.